# Mariano Biasin
Mariano Biasin (* 1980 in Buenos Aires) ist ein argentinischer Filmregisseur und Drehbuchautor.

## Leben
Mariano Biasin wurde 1980 in Buenos Aires geboren und studierte Filmregie an der dortigen Escuela Profesional de Cine de „Eliseo Subiela“. Anschließend war er als Regieassistent an über 30 argentinischen und internationalen Langspielfilmen beteiligt. Unter anderem arbeitete er hierbei mit Eliseo Subiela selbst, mit Paula Hernández, Pablo Giorgelli, Diego Lerman, Gastón Duprat und Julio Chávez zusammen. Sein erster fiktionaler Kurzfilm El inicio de Fabrizio wurde 2016 bei den Filmfestspielen in Berlin in der Sektion Generation gezeigt und mit dem Gläsernen Bären ausgezeichnet.
Sein Langfilm Sublime feierte im Februar 2022 bei den Filmfestspielen in Berlin seine Premiere, wo er in der Sektion Generation gezeigt wurde.
Bei mehreren seiner Filme zeichnete Biasin auch für die Musik verantwortlich.

## Filmografie
- 2005: Marisol (Regie und Drehbuch)
- 2006: Hojas sueltas (Kurzfilm, Regie und Drehbuch)
- 2014: Nemesis Days (Drehbuch)
- 2015: El inicio de Fabrizio (Kurzfilm, Regie und Drehbuch)
- 2015: Historias breves 11: 20 años (Regie und Drehbuch)
- 2018: Calculations (Kurzfilm, Regie und Drehbuch)
- 2020: Área chica infierno grande (Kurzfilm, Regie und Drehbuch)
- 2022: Sublime (Regie und Drehbuch)

## Auszeichnungen
Internationale Filmfestspiele Berlin
- 2016:	Auszeichnung als Bester Kurzfilm mit dem Gläsernen Bären in der Sektion Generation Kplus (El inicio de Fabrizio)
- 2022: Nominierung für den Gläsernen Bären in der Sektion Generation 14plus (Sublime)
- 2022: Nominierung für den Teddy Award (Sublime)
- 2022: Nominierung für den GWFF-Preis: Bester Erstlingsfilm (Sublime)

Outfest Los Angeles
- 2022: Auszeichnung mit dem Grand Jury Prize for Outstanding Screenplay in a International Narrative Feature (Sublime)[3]

San Sebastian Film Festival
- 2022: Nominierung für den Premio Horizontes (Sublime)

Seattle International Film Festival
- 2022: Auszeichnung mit dem Großen Preis der Jury im Ibero-American Competition (Sublime)
- 2022: Nominierung für den Futurewave Youth Jury Award (Sublime)[4][5]